# Гийомье, Мэттью
Мэттью Гийомье (мальт. Matthew Guillaumier; род. 9 апреля 1998, Слима) — мальтийский футболист, полузащитник мелецкой «Стали» и национальной сборной Мальты.

## Карьера

### «Сент-Эндрюс»
Воспитанник футбольной академии мальтийского клуба «Сент-Эндрюс», к которому присоединился в возрасте 5 лет. Дебютировал за клуб 26 апреля 2013 года в матче против клуба «Гуджа Юнайтед» в возрасте 15 лет. Затем футболист проходил просмотр в английских клубах «Бирмингем Сити» и «Вест Бромвич Альбион», однако в сентябре 2013 года на правах арендного соглашения присоединился к итальянскому клубу «Эмполи», где стал выступать за молодёжную команду. В 2014 году футболист вернувшись в мальтийский клуб, вместе с которым по итогу сезона стал серебряным призёром мальтийской Челлендж-лиги.
Новый сезон футболист начал 21 августа 2015 года с дебютного матча в мальтийском чемпионате против клуба «Валлетта», выйдя на поле в стартовом составе. Первым результативным действием за клуб футболист отличился 29 августа 2015 года в матче против клуба «Пемброке Атлета», отдав голевую передачу. Первыми забитыми голами в сезоне футболист отличился 15 декабря 2015 года в матче Кубка Мальты против клуба «Свиеки Юнайтед», оформив дубль. На протяжении всей первой половины сезона футболист был в клубе одним из ключевых игроков, отличившись за этот период 2 забитыми голами и 2 результативными передачами.

### «Биркиркара»
В январе 2016 года футболист перешёл в клуб «Биркиркара», подписав контракт до конца июня 2020 года. Дебютировал за клуб 20 января 2016 года в матче Кубка Мальты против клуба «Валлетта». Первый матч в чемпионате за клуб футболист сыграл 23 января 2016 года против клуба Слима Уондерерс, выйдя на замену на 63 минуте. По итогу основного этапа футболист вместе с клубом заняли итоговое четвёртое место в турнирной таблице, позже став бронзовыми призёрами чемпионата.
В июне 2016 года футболист вместе с клубом отправился на квалификационные матчи Лиги Европы УЕФА. Первый матч сыграл 30 июня 2016 года против боснийского клуба «Широки-Бриег». Вместе с клубом футболист дошёл до третьего квалификационного раунда, до этого также победив шотландский клуб «Харт оф Мидлотиан», где по сумме матчей проиграли российскому «Краснодару». Первый матч в чемпионате сыграл 19 августа 2016 года против клуба «Сент-Эндрюс», выйдя на замену в начале второго тайма. Дебютный гол за клуб футболист забил 22 октября 2016 года в матче против клуба «Гзира Юнайтед». Завершил сезон футболист вместе с клубом на итоговом третьем месте в чемпионате. На протяжении следующих сезонов футболист оставался в клубе как один из основных игроков.

### «Хамрун Спартанс»
В сентябре 2020 года футболист перешёл в клуб «Хамрун Спартанс». Дебютировал за клуб 17 октября 2020 года в матче против клуба «Гуджа Юнайтед», выйдя на поле в стартовом составе и отличившись первой результативной передачей. Футболист сразу же закрепился в основной команде клуба. Дебютный гол за клуб забил 19 декабря 2020 года в матче против клуба «Флориана». По итогу своего дебютного сезона футболист вместе с клубом стал победителем мальтийского чемпионата. Отличился за сезон забитым голом и 5 результативными передачами во всех турнирах.
Начало нового сезона футболист пропустил из-за травмы мениска. Первый матч в сезоне футболист сыграл 16 октября 2021 года против клуба «Гзира Юнайтед», выйдя на замену на 55 минуте. Также футболист стал появляться на поле с капитанской повязкой. Своим первым забитым голом в сезоне футболист отличился 5 декабря 2021 года в матче против клуба «Слима Уондерерс».

#### Аренда в «Сиену»
В январе 2022 года футболист на правах арендного соглашения присоединился к итальянской «Сиене» до конца сезона. Дебютировал за клуб 6 февраля 2022 года в матче против клуба «Монтеварки», выйдя на замену на 75 минуте. На протяжении всего сезона футболист был одним из основных игроков клуба, чередуя матчи в стартовом составе и со скамейки запасных, по итогу которого результативными действиями не отличился. По окончании срока арендного соглашения футболист покинул итальянский клуб.

#### Возвращение в «Хамрун Спартанс»
В июле 2022 года футболист вместе с мальтийским клубом отправились на квалификационные матчи Лиги конференций УЕФА. Первый матч сыграл 7 июля 2022 года против армянского «Алашкерта». В ответной встрече 14 июля 2022 года против «Алашкерта» футболист отличился забитым голом и помог клубу выйти в следующий квалификационный раунд. Во втором и третьем квалификационных раундах вместе с клубом победили боснийский «Вележ» и болгарский «Левски», против которых футболист отличился по забитому голу. В квалификационном раунде плей-офф футболист вместе с клубом по сумме матчей уступили сербскому «Партизану», а футболист смог отличиться забитым голом и результативной передачей. Первый матч в чемпионате футболист сыграл 29 августа 2022 года против клуба «Хибернианс», отличившись также результативной передачей. Первым забитым голом в чемпионате отличился 1 октября 2022 года против «Флорианы». На протяжении всего сезона футболист был ключевым игроком клуба, за который отличился 9 забитыми голами и 6 результативными передачами во всех турнирах. Также по итогу сезона стал победителем чемпионата.

### «Сталь» Мелец
В июле 2023 года футболист перешёл в польскую «Сталь», с которой заключил двухлетний контракт. Дебютировал за клуб футболист 22 июля 2023 года в матче против «Краковии», выйдя на замену на 70 минуте. Дебютными голами за клуб футболист отличился 10 марта 2024 года в матче против хожувского «Руха», оформив дубль.

## Международная карьера
В мае 2014 года футболист получил вызов в юношескую сборную Мальты до 17 лет для участия в квалификационных матчах юношеского чемпионата Европы. Дебютировал за сборную 9 мая 2014 года в матче против сборной Англии. В ноябре 2014 года в составе юношеской сборной Мальты до 19 лет отправился на квалификационные матчи юношеского чемпионата Европы. Дебютировал за сборную 13 ноября 2014 года в матче против сборной Ирландии. В следующем матче 15 ноября 2014 года против сборной Швейцарии футболист отличился дебютным забитым голом.
В июне 2015 года футболист получил вызов в молодёжную сборную Мальты для участия в квалификационных матчах молодёжного чемпионата Европы. Дебютировал за сборную 11 июня 2015 года в матче против сборной Молдавии. Дебютный гол за сборную забил 12 октября 2018 года в матче против сборной Венгрии.
В марте 2019 года футболист получил вызов в национальную сборную Мальты для участия в квалификационных матчах чемпионата Европы. Дебютировал за сборную 23 марта 2019 года в матче против сборной Фарерских островов, выйдя на поле в стартовом составе. Дебютный гол за сборную забил 17 ноября 2020 года в матче Лиги наций УЕФА против сборной Фарерских островов.

## Достижения
«Хамрун Спартанс»
- Чемпион Мальты (2): 2020/21, 2022/23